# Changchunsaurus
Changchunsaurus („ještěr od města Čchang-čchun“) byl rod malého ornitopodního dinosaura, žijícího na území dnešní provincie Ťi-lin v severovýchodní Číně v období rané až pozdní křídy (geologické věky apt až cenoman (asi před 125 až 94 miliony let).

## Historie
Fosilie tohoto dinosaura byly objeveny v sedimentech geologického souvrství Quantou (Čchüan-tchou), typový exemplář nese označení JLUM L0403-j–Zn2. Formálně byl tento taxon popsán v roce 2005. V roce 2018 byla publikována obsáhlá studie o vývoji dentice tohoto dinosaura.

## Popis
Tento ptakopánvý dinosaurus dosahoval podle paleontologa Thomase R. Holtze, Jr. délky asi 4 metrů a hmotnosti ovce. Badatel Gregory S. Paul uvádí podstatně menší rozměry, a sice délku 1,5 metru a hmotnost 10 kilogramů.

## Zařazení
Mezi nejbližší vývojové příbuzné tohoto rodu patřili zřejmě dinosauři rodů Haya a Jeholosaurus. Společně pak tyto taxony náležely do čeledi Jeholosauridae. Vzdáleněji vývojově příbuznými taxony byly pak severoamerické rody Thescelosaurus, Oryctodromeus a Fona.